# Maribel Vinson
Maribel Yerxa Vinson in Owen (Winchester, 12 ottobre 1911 – Bruxelles, 15 febbraio 1961) è stata una pattinatrice artistica su ghiaccio e allenatrice di pattinaggio su ghiaccio statunitense, vincitrice di medaglie olimpiche e mondiali e quindici titoli nazionali.

## Biografia
Tra la fine degli anni 1920 e gli anni 1930, Maribel Vinson fu una delle pattinatrici più forti degli Stati Uniti sia nel singolo sia nell'artistico a coppie. Tra il 1928 e il 1937 vinse per dieci volte quasi consecutive il concorso individuale femminile ai campionati statunitensi di pattinaggio di figura, con la sola eccezione del 1934. Nello stesso periodo vinse il titolo nazionale nel concorso a coppie per sei volte, due in coppia con Thorton L. Coolidge (1928 e 1929) e quattro con George E.B. Hill (1933, 1935, 1936, 1937).
Emergere nelle competizioni internazionali fu più arduo. La regina incontrastata dell'artistico femminile era la norvegese Sonja Henie, che tra il 1927 al 1936 vinse dieci titoli mondiali, sei titoli europei e tre ori olimpici. A livello individuale, Maribel Vinson ottenne un argento e un bronzo ai mondiali, rispettivamente nel 1930 e nel 1932, e il bronzo agli europei nel 1934 (che all'epoca erano aperti anche a pattinatori di altri continenti). Partecipò a tre edizioni dei Giochi olimpici invernali: nel 1928 fu quarta nel singolo donne, nel 1932 vinse il bronzo individuale, nel 1936 gareggiò sia nel singolo sia nelle coppie con George E.B. Hill, classificandosi in entrambe al quinto posto.
Mentre ancora gareggiava, fu la prima donna a scrivere articoli sportivi per il quotidiano New York Times. In seguito fu autrice di diversi manuali sul pattinaggio: Primer of Figure Skating (1938), Advanced Figure Skating (1940), The Fun of Figure Skating (1960).
Nel 1938 si sposò con Guy Owen, un pattinatore canadese, e si stabilì a Berkeley, in California. Passò al professionismo, esibendosi con il marito in spettacoli sul ghiaccio come International Ice Skate Revue, poi in un loro show. Dopo un periodo di pausa per la nascita delle due figlie, Maribel Yerxa Owen (nel 1940) e Laurence Richon Owen (nel 1944), Maribel Vinson-Owen tornò al pattinaggio come allenatrice.
Nel 1952 il maritò morì improvvisamente a 41 anni. Maribel Vinson-Owen tornò a Winchester (Massachusetts), il paese dove era cresciuta, con le due figlie, e continuò a lavorare come allenatrice nella zona di Boston. Tra gli atleti da lei seguiti ci furono Tenley Albright, che fu la prima statunitense a vincere il titolo mondiale e l'oro olimpico nel singolo donne, Frank Carroll, che sarebbe diventato a sua volta un importante allenatore di pattinaggio, e le due figlie.
Nel 1961 le due sorelle Owen vinsero i campionati statunitensi. La più grande, Maribel Y. Owen, si aggiudicò il concorso a coppie assieme a Dudley S. Richards. La più giovane, la sedicenne Laurence R. Owen, vinse il singolo donne. Quell'edizione dei campionati nazionali fu la prima ad essere trasmessa in televisione, e le tre donne della famiglia Owen divennero subito delle celebrità.
Con la vittoria ai campionati nazionali le sorelle Owen si qualificarono per i campionati mondiali di pattinaggio di figura che si sarebbero tenuti quell'anno a Praga. Maribel Vinson-Owen come allenatrice e le figlie come atlete facevano quindi parte della squadra statunitense che il 14 febbraio 1961 partì dall'aeroporto Idlewild di New York sul volo Sabena 548 con destinazione Bruxelles, per proseguire alla volta di Praga. All'alba del 15 febbraio l'aereo si schiantò nei pressi del villaggio belga di Berg-Kampenhout, causando la morte di tutte le persone a bordo e di un contadino che stava lavorando nei campi. Tra le 73 vittime c'erano anche tutti i 18 pattinatori della squadra statunitense e 16 tra allenatori e accompagnatori. Gli imminenti campionati del mondo vennero annullati in segno di lutto.
Maribel Vinson-Owen venne sepolta con le figlie nel Mount Auburn Cemetery di Cambridge, nel Massachusetts.
Nel 1976 fu inserita nella World Figure Skating Hall of Fame, la hall of fame internazionale del pattinaggio di figura. Nel 1994 il suo nome venne aggiunto una seconda volta nella U. S. Figure Skating Hall of Fame, assieme a George E.B. Hill, nella categoria riservata alle coppie. A Winchester, il suo paese d'origine, è stata intitolata a lei la scuola Vinson-Owen.

## Palmarès

### Single skating
| Evento                       | 1926 | 1927 | 1928 | 1929 | 1930 | 1931 | 1932 | 1933 | 1934 | 1935 | 1936 | 1937 |
| ---------------------------- | ---- | ---- | ---- | ---- | ---- | ---- | ---- | ---- | ---- | ---- | ---- | ---- |
| Giochi olimpici invernali    |      |      | 4°   |      |      |      | 3°   |      |      |      | 5°   |      |
| Campionati mondiali          |      |      | 2°   |      | 3°   | 4°   | 4°   |      | 5°   |      |      |      |
| North American Championships |      |      |      | 2°   |      |      |      |      |      | 2°   |      | 1°   |
| Campionati europei           |      |      |      |      |      |      |      |      | 3°   |      |      |      |
| Campionati statunitensi      | 3°   | 2°   | 1°   | 1°   | 1°   | 1°   | 1°   | 1°   |      | 1°   | 1°   | 1°   |

### Coppie
(con Hill)
| Evento                       | 1930 | 1931 | 1932 | 1933 | 1934 | 1935 | 1936 | 1937 |
| ---------------------------- | ---- | ---- | ---- | ---- | ---- | ---- | ---- | ---- |
| Giochi olimpici invernali    |      |      |      |      |      |      | 5°   |      |
| Campionati mondiali          |      | 5°   |      |      |      |      | 5°   |      |
| North American Championships |      |      |      |      |      | 1°   |      | 2°   |
| Campionati statunitensi      | 2°   | 2°   | 2°   | 1°   |      | 1°   | 1°   | 1°   |

(con Coolidge)
| Evento                       | 1928 | 1929 |
| ---------------------------- | ---- | ---- |
| North American Championships |      | 3°   |
| Campionati statunitensi      | 1°   | 1°   |